# 军内反对派
军内反对派，又称军事反对派，是1960年代在朝鲜劳动党内部存在的一个政治派别。
1960年代初期，金日成为首的“满洲派”（又称游击队派、抗联派）在清洗其它派别之后，自身逐渐分化为两派，一派是以朴金喆为代表的“甲山派”，另一派是以金昌奉大将为代表的一直追随金日成在中国东北和苏联从事抗日武装游击斗争的军事干部，后来被称为“军内反对派”。
1962年12月在朝鲜劳动党中央四届五中全会上，金日成提出经济建设和国防建设并举的方针。1966年10月举行的朝鲜劳动党第二次代表会议又决定根据当时形势的要求，改组社会主义建设的全盘工作，进一步加强国防建设，而将原计划1967年完成的发展国民经济的第一个七年计划延长三年。金日成重军事、轻经济的政策转换引起甲山派与军事派的对立，军事派主张继续强化国防，而甲山派主张发展经济优先。
1967年5月4日至8日，朝鲜劳动党中央召开四届十五中全会，以反对资产阶级、修正主义，树立金日成主体思想为朝鲜劳动党的唯一思想为名，批判、清除甲山派。
在肃清甲山派之后，金日成针对韩国制造了一系列过激的军事恐怖暴力行动，包括“青瓦台事件”，大多以失败告终。为此，金日成以“左倾盲动主义”、“军阀主义”和不执行党的军事路线为由，追究军方领导对这些失败所负的责任。批判与处理了军内反对派。
1969年1月，在金日成主持下举行的朝鲜人民军第四届党委会第四次（扩大）全会上，“揭露和粉碎了暗藏在党内和军内的反党修正主义分子和军阀官僚主义者的阴谋”。全会撤销了党中央政委会委员、内阁民族保卫相金昌奉大将，党中央政委会候补委员、人民军总参谋长崔光上将和党中央政委会候补委员、中央书记局书记、原人民军总政治局局长许凤学上将等高级将领的党内外职务。其后，金日成的老部下吴振宇、李乙雪、全文燮逐步成为军内实权派。